# Павлів (Білозерський) Остап
Павлів (Білозерський) Остап (1892–1955) — галицький громадсько-політичний діяч,  відомий письменник, журналіст  і літературний критик, вояк УГА.
Видатний член Української Радикальної Партії, a з 1922 р. член її Головного Секретаріату. Секретар Центральної Ради Союзу Селянських Спілок у Львові, активний діяч Січового Руху та організації молоді «Каменярі». Редактор «Громадського Голосу» (1922–1928) і журналів «Молоді Каменярі» (1928–1932), «Плуг і Гарт» (1928–1929).
За свою діяльність декілька разів політичний в'язень у польських в'язницях. З 1947 p. на еміграції в Німеччині співредактор газети «Українське Слово» (1947–1949). B 1950 p. емігрує до США (співробітник «Народної Волі» і «Вільної України»). Автор оповідань та історично-психологічних повістей:  
- «Панщину відвоювали» (1935)
- «Напередодні» (1935)
- «Комаха»(1939)
- «Димарівка живе» (1939)
- «Диявол погноблений» (1943)
- Білозерський О. Напередодні : іст. повість. Ч. 2 / Остап П. Білозерський. — Львів : Вид. Іван Тиктор, 1935. — 128 с. – (Українська бібліотека ; ч. 32). [Архівовано 3 жовтня 2018 у Wayback Machine.]

Займався перекладами з польської, німецької і російської мов.
Сім'я: дружина – Павлів Стефанія з дому Коронович.
Помер у Скрентоні (1955), Пенсільванія США.